# 서울구현초등학교
서울구현초등학교(서울龜賢初等學校)는 대한민국 서울특별시 은평구에 있는 공립 초등학교이다.

## 연혁
- 2009년 3월 1일: 개교

## 참고 자료
- 서울구현초등학교 - 한국교육학술정보원 학교알리미